# Teslui (gmina w okręgu Dolj)
Teslui – gmina w Rumunii, w okręgu Dolj. Obejmuje miejscowości Coșereni, Fântânele, Preajba de Jos, Preajba de Pădure, Teslui, Țărțăl, Urieni i Viișoara-Moșneni. W 2011 roku liczyła 2432 mieszkańców.